# 施图本多夫
施图本多夫是德国梅克伦堡-前波美拉尼亚州的一个市镇。总面积9.65平方公里，总人口142人，其中男性76人，女性66人（2011年12月31日），人口密度15人/平方公里。